# Ramon Cunill i Bastús
Ramon Cunill i Bastús   (Barcelona, 1900 - 1976) fou un advocat i empresari català, gendre de Josep Puig i Cadafalch.

## Biografia
Era fill de Ramon Cunill i Blanc i de Josepa Bastús i Aznar.
A les seves activitats en el món de l'advocacia des de 1921 va unir les seves incursions en el món empresarial, des de la comercialització de la fusta amb empreses al Pallars fins a la construcció d'hotels i pisos en diversos indrets. El 1936 era cap de negociat de cèdules personals de la Generalitat de Catalunya, càrrec que continuà exercint després de la Guerra Civil en la Diputació de Barcelona. Es casà amb Pilar Puig i Macià el 1925 i administrà l'herència de la seva esposa després del decés de Josep Puig i Cadafalch amb patrimoni a Argentona, Barcelona i Mataró.
Paral·lelament, administrà i explotà l'herència familiar llegada per la seva tia Anna Cunill i Blanc amb finques a Gelida, Granera, Santa Maria d'Oló i Rubí. Cal afegir l'herència Salom-Metzger, amb diverses finques a Sant Pere de Premià i Premià de Mar i l'explotació de Villa Harris a Tànger. Va estar vinculat a la creació i consolidació de diverses empreses relacionades amb l'aprofitament forestal al Pallars Jussà i la Vall d'Aran. Sobre la base de la nova Reglamentación Nacional de Trabajo para la Industria Maderera aprovada per l'estat franquista, Ramon Cunill organitzà l'explotació dels boscos de Seuba i Casteret i Coma i Palàs al Pallars (1941-1948) i de Bossost a la Vall d'Aran (1947-1948). Al llarg de la seva trajectòria professional en el sector de la fusta va estar implicat en les empreses Maderas del Noguera Pallaresa (constituïda el 1944 a la Pobla de Segur i dissolta sis anys més tard), Maderas Lés i Maderas Ramon Cunill (1946-1950), actuà com a centre de distribució dels seus productes amb seu a Barcelona, entre d'altres.
El seu fons personal es conserva a l'Arxiu Nacional de Catalunya.